# Józef Green
Józef Green, właściwie Józef Greenberg (ur. 23 kwietnia 1900 w Łodzi, zm. 20 czerwca 1996 w Great Neck) – polski aktor, reżyser i scenarzysta żydowskiego pochodzenia.

## Życiorys
Urodził się w Łodzi w rodzinie żydowskiej. Ukończył szkołę teatralną w Berlinie. Zadebiutował w przedstawieniach Trupy Wileńskiej. W 1924 wyjechał do Stanów Zjednoczonych i zamieszkał w Nowym Jorku, gdzie występował w tamtejszych teatrach żydowskich. W 1927 przeprowadził się do Hollywood, gdzie pod nazwiskiem Joseph Green statystował przy pierwszych produkcjach dźwiękowych. Wkrótce jednak powrócił do Polski i zamieszkał w Warszawie. W 1930 zajął się udźwiękowianiem oraz rozpowszechnianiem filmów amerykańskich z lat 20. XX wieku. W tym celu założył Biuro Kinematograficzne Green-Film, które zajęło się również dystrybucją żydowskich i nieżydowskich obrazów dźwiękowych. Tuż przed wybuchem II wojny światowej ponownie wyjechał do Stanów Zjednoczonych. Zajmował się tam rozpowszechnianiem swoich filmów, był również producentem spektakli teatralnych, aktorem epizodystą i reżyserem. Zmarł na rozedmę płuc w Great Neck na Long Island w stanie Nowy Jork.

## Kariera
| Reżyser - 1938: Mateczka - 1938: List do matki - 1937: Błazen purymowy - 1936: Judel gra na skrzypcach Scenarzysta - 1938: List do matki - 1937: Błazen purymowy - 1936: Judel gra na skrzypcach |  |  | Producent - 1938: Mateczka - 1938: List do matki - 1937: Błazen purymowy - 1936: Judel gra na skrzypcach Aktor - 1950: The Baron of Arizona - 1933: A Daughter of Her People - 1932: Joseph in the Land of Egypt - 1927: The Jazz Singer |